# ماريو أوروزكو ريفيرا
ماريو أوروزكو ريفيرا (بالإسبانية: Mario Orozco Rivera)‏ هو رسام مكسيكي، ولد في 19 يناير 1930 في مدينة مكسيكو في المكسيك، وتوفي في 20 نوفمبر 1998.